# Lamjed Maafi
Lamjed al-Maafi (in arabo أمجد المعافي‎?; 19 marzo 2001) è un lottatore tunisino, specializzato nella lotta greco-romana.

## Biografia
Si è laureato vicecampione continentale ai campionati africani di Algeri 2020.
All'età di vent'anni è riuscito a qualificarsi ai Giochi olimpici estivi di Tokyo 2020 il 2 aprile 2021, vincendo la categoria dei -77 chilogrammi nel Torneo di qualificazione olimpica per Africa e Australia, disputato ad Hammamet in Tunisia.

## Palmarès
| Anno | Manifestazione                      | Sede          | Evento             | Risultato | Note |
| ---- | ----------------------------------- | ------------- | ------------------ | --------- | ---- |
| 2017 | Campionati africani cadetti         | Marrakech     | greco-romana 63 kg | Argento   |      |
| 2018 | Campionati africani cadetti         | Port Harcourt | greco-romana 65 kg | Oro       |      |
| 2018 | Campionati del Mediterraneo cadetti | Algeri        | greco-romana 71 kg | Oro       |      |
| 2018 | Campionati del Mediterraneo junior  | Algeri        | greco-romana 72 kg | Argento   |      |
| 2018 | Campionati arabi cadetti            | Baghdad       | greco-romana 65 kg | Oro       |      |
| 2018 | Gymnasiade                          | Marrakech     | greco-romana 71 kg | Oro       |      |
| 2018 | Gymnasiade                          | Marrakech     | libera 80 kg       | 6º        |      |
| 2018 | Campionati mondiali cadetti         | Zagabria      | greco-romana 71 kg | 12º       |      |
| 2018 | Giochi panafricani giovanili        | Algeri        | greco-romana 71 kg | Oro       |      |
| 2018 | Giochi olimpici giovanili estivi    | Buenos Aires  | greco-romana 71 kg | 4º        |      |
| 2019 | Campionati africani                 | Hammamet      | greco-romana 72 kg | 4º        |      |
| 2019 | Campionati africani junior          | Hammamet      | greco-romana 67 kg | Oro       |      |
| 2019 | Campionati del Mediterraneo U23     | Tunisi        | greco-romana 72 kg | Oro       |      |
| 2019 | Campionati del Mediterraneo U23     | Tunisi        | libera 74 kg       | Bronzo    |      |
| 2019 | Campionati mondiali junior          | Tallinn       | greco-romana 67 kg | 9º        |      |
| 2019 | Giochi panafricani                  | El Jadida     | greco-romana 77 kg | 6º        |      |
| 2020 | Campionati africani junior          | Algeri        | greco-romana 72 kg | Oro       |      |
| 2020 | Campionati africani                 | Algeri        | greco-romana 72 kg | Argento   |      |
| 2021 | Giochi olimpici                     | Tokyo         | greco-romana 77 kg | 13º       |      |
| 2021 | Mondiali U23                        | Belgrado      | greco-romana 77 kg | 16º       |      |

## Altre competizioni internazionali
2019
- 10º nella greco-romana 67 kg al RS - Torneo Dan Kolov - Nikola Petrov ( Ruse)
- 5º nella greco-romana 67 kg allo Ion Corneanu & Ladislau Simon Memorial ( Bucarest)

2021
- Oro nella greco-romana 77 kg nel Torneo di qualificazione olimpica ( Hammamet)